# Pteronymia aselliata
Pteronymia aselliata är en fjärilsart som beskrevs av Richard Haensch 1903. Pteronymia aselliata ingår i släktet Pteronymia och familjen praktfjärilar. Inga underarter finns listade.